# Thomas Lee Neff
Thomas Lee Neff (geboren am 25. September 1943 in Lake Oswego, Oregon; gestorben am 11. Juli 2024 in Concord, Massachusetts) war ein US-amerikanischer Physiker. Er gilt als Vater des Megatons-to-Megawatts-Abkommens.

## Werdegang
Neff studierte Mathematik und Physik am Lewis and Clark College in Portland, 1973 wurde er an der Stanford University in theoretischer Physik promoviert. Es folgten Beschäftigungen an den Universitäten Berkeley und Stanford, hier als Assistent von Wolfgang Panofsky, ehe er zum Massachusetts Institute of Technology (MIT) wechselte. Dort leitete er von 1977 bis 1985 das Programm für internationale Energiestudien, anschließend war er am Zentrum für Internationale Studien des MIT beschäftigt.
Neff galt als Experte sowohl für internationale Energiemärkte als auch für nukleare Abrüstung. Er hat in diesen Bereichen mehrere Bücher veröffentlicht und staatliche Institutionen weltweit beraten.

## Megatons to Megawatts
Im Zuge des Zerfalls der Sowjetunion stellte sich Neff die Frage, was mit dem dort reichlich vorhandenen hochangereicherten Uran werden könnte, das aus nicht mehr benötigten Atomsprengköpfen stammte. Er kam auf den Gedanken, die USA könnten dieses ankaufen, um es in ihren Kernkraftwerken zur Energiegewinnung zu verwenden.
Anlässlich einer Abrüstungskonferenz am 19. Oktober 1991 im Washington unterbreitete Neff dem russischen Nuklearwissenschaftler und späteren Leiter von Minatom, Wiktor Michailow, den Vorschlag, angereichertes Uran anzukaufen, worauf dieser antwortete: „Interessant. Wieviel?“ Überrascht von dieser Aussage veröffentlichte Neff wenige Tage später in der New York Times einen Artikel, in dem er seinen Plan der Öffentlichkeit vorstellte. Neffs Idee fand breite Resonanz und mündete schließlich 1993 im Megatons-to-Megawatts-Abkommen.

## Auszeichnungen
Neff war Fellow der American Physical Society, 1997 erhielt er den Leo Szilard Award verliehen.